# Przyszłość i Wolność dla Włoch
Przyszłość i Wolność dla Włoch (wł. Futuro e Libertà per l'Italia) – włoska partia polityczna powołana 13 lutego 2011 oraz frakcja parlamentarna utworzona 30 lipca 2010 w Izbie Deputowanych XVI kadencji przez ponad 30 posłów.

## Historia
Utworzenie nowego klubu poselskiego wiąże się z konfliktem w ramach centroprawicowego Ludu Wolności (PdL), największego włoskiego ugrupowania, powstałego z połączenia m.in. Forza Italia (FI) i Sojuszu Narodowego (AN). Spór między przewodniczącym Izby Deputowanych, Gianfranciem Finim (wywodzącym się z AN), a premierem Silviem Berlusconim nasilał się od marca 2010. Stronnicy Gianfranca Finiego krytykowali m.in. rosnącą pozycję koalicyjnej prawicowej Ligi Północnej. 1 kwietnia 2010 powołali w ramach PdL frakcję polityczną pod nazwą Generazione Italia.
20 kwietnia 2010 około 50 posłów i senatorów Ludu Wolności, wywodzących się z Sojuszu Narodowego, podpisało dokument popierający przewodniczącego niższej izby parlamentu. Jednak również tego samego dnia ponad 70 dawnych działaczy AN opublikowało przeciwne stanowisko, deklarując w nim swoje poparcie dla Silvia Berlisconiego. W grupie tej znalazła się większość dawnych liderów Sojuszu Narodowego, w tym ministrowie Ignazio La Russa i Altero Matteoli, przewodniczący klubu senackiego PdL Maurizio Gasparri i burmistrz Rzymu Gianni Alemanno.
Ostatecznie 30 lipca 2010 Gianfranco Fini i jego zwolennicy opuścili Lud Wolności, powołując w Izbie Deputowanych nowy klub poselski, w skład którego weszło początkowo 33 deputowanych w większości związanych wcześniej z AN (m.in. minister Andrea Ronchi, były minister Mirko Tremaglia, aktor Luca Barbareschi). Nową frakcję, na bazie której zapowiedziano tworzenie partii politycznej, zasilił również dawny radykał Benedetto Della Vedova. Również w Senacie powstała odrębna grupa parlamentarna pod tym szyldem, do której przystąpiło 10 senatorów.
W grudniu 2010 ugrupowanie zawiązało koalicję pod nazwą Nowy Biegun dla Włoch. Kongres założycielski partii politycznej Przyszłość i Wolność dla Włoch odbył się w lutym 2011. Na potrzeby wyborów w 2013 partia przystąpiła do koalicji Z Montim dla Włoch. Do Izby Deputowanych XVII kadencji jej lista otrzymała poparcie około 0,5% głosów. Z listy koalicyjnej paru działaczy FLI dostało się do Senatu. Poza parlamentem znalazł się m.in. Gianfranco Fini, który zrezygnował z kierowania partią. Ugrupowanie zakończyło działalność w 2015.